# Platyprepia
Platyprepia är ett släkte av fjärilar. Platyprepia ingår i familjen björnspinnare.
Kladogram enligt Catalogue of Life:
| Platyprepia | \| \| Platyprepia guttata \| \| \| \| \| \| Platyprepia ochracea \| \| \| \| \| \| Platyprepia virginalis \| \| \| \| |
|             | \| \| Platyprepia guttata \| \| \| \| \| \| Platyprepia ochracea \| \| \| \| \| \| Platyprepia virginalis \| \| \| \| |
|             | Platyprepia guttata                                                                                                   |
|             | |
|             | Platyprepia ochracea                                                                                                  |
|             | |
|             | Platyprepia virginalis                                                                                                |
|             | |